# Styringomyia nipponensis
Styringomyia nipponensis är en tvåvingeart som beskrevs av Alexander 1929. Styringomyia nipponensis ingår i släktet Styringomyia och familjen småharkrankar. Inga underarter finns listade i Catalogue of Life.